# ICC World Cricket League Division Five 2012
Der ICC World Cricket League Division Five 2012 war die dritte Ausgabe dieses One-Day-Cricket-Wettbewerbes und fand zwischen dem 18. und 25. Februar 2012 in Singapur statt. Das Wettbewerb war Teil der ICC World Cricket League 2009–14. Im Finale setzte sich Singapur gegen Malaysia mit neun Wickets durch.

## Teilnehmer
An dem Turnier haben insgesamt 6 Mannschaften teilgenommen. Davon qualifizierten sich die zwei Absteiger der ICC World Cricket League Division Four 2010:
| - Argentinien | - Cayman Islands |

Vom Turnier der fünften Division der World Cricket League im Jahr 2010 verblieben:
| - Bahrain | - Singapur |

Beim Turnier der sechsten Division der World Cricket League im Jahr 2011 qualifizierten sich:
| - Guernsey | - Malaysia |

## Format
In einer Gruppenphase spielte jedes Team gegen jedes andere. Der Sieger eines Spiels bekam zwei Punkte, für ein Unentschieden oder No Result gab es einen Punkt. Die beiden Gruppenersten stiegen in den ICC World Cricket League Division Four 2012 und bestritten ein Finale. Die Dritt- und Viertplatzierten bleiben in Division Five und spielen in den ICC World Cricket League Division Five 2014. Die Fünf- und Sechstplatzierten stiegen in die Division Six und nahmen an dem ICC World Cricket League Division Six 2013 teil.

## Stadien
Die folgende Stadien wurden als Austragungsorte vorgesehen
| Stadion                       | Stadt   | Kapazität |
| ----------------------------- | ------- | --------- |
| Singapore Indian Association  | Kallang |           |
| Singapore Cricket Club Ground | Kallang |           |
| Kallang Ground                | Kallang |           |

## Vorrunde
| Division Four  | Sp. | S | N | NR | P | NRR    |
| -------------- | --- | - | - | -- | - | ------ |
| Singapur       | 5   | 4 | 1 | 0  | 8 | +1.715 |
| Malaysia       | 5   | 4 | 1 | 0  | 8 | +0.600 |
| Guernsey       | 5   | 3 | 2 | 0  | 6 | +0.524 |
| Cayman Islands | 5   | 2 | 3 | 0  | 4 | −0.422 |
| Bahrain        | 5   | 2 | 3 | 0  | 4 | −0.606 |
| Argentinien    | 5   | 0 | 5 | 0  | 0 | −2.030 |

| 18. Februar Scorecard | Kallang | Malaysia 210 (33.5)                       | – | Argentinien 114-7 (29/29) |
|                       |         | Singapur gewinnt mit 47 Runs (D/L method) |   |                           |

| 18. Februar Scorecard | Kallang | Bahrain 49 (13.5)              | – | Guernsey 50-1 (12.5) |
|                       |         | Guernsey gewinnt mit 9 Wickets |   |                      |

| 18. Februar Scorecard | Kallang | Singapur 141-3 (34/34)                    | – | Cayman Islands 122-8 (32/32) |
|                       |         | Singapur gewinnt mit 80 Runs (D/L method) |   |                              |

| 19. Februar Scorecard | Kallang | Bahrain 213 (48)            | – | Argentinien 148 (45.1) |
|                       |         | Bahrain gewinnt mit 65 Runs |   |                        |

| 19. Februar Scorecard | Kallang | Cayman Islands 126 (47.5)      | – | Malaysia 130-1 (30.3) |
|                       |         | Malaysia gewinnt mit 9 Wickets |   |                       |

| 19. Februar Scorecard | Kallang | Singapur 223 (50)            | – | Guernsey 145 (43.4) |
|                       |         | Singapur gewinnt mit 78 Runs |   |                     |

| 21. Februar Scorecard | Kallang | Guernsey 213-7 (42/42)                    | – | Argentinien 133-9 (29/29) |
|                       |         | Guernsey gewinnt mit 29 Runs (D/L method) |   |                           |

| 21. Februar Scorecard | Kallang | Bahrain 208-9 (50)                                | – | Cayman Islands 83-2 (20.3/21) |
|                       |         | Cayman Islands gewinnt mit 8 Wickets (D/L method) |   |                               |

| 21. Februar Scorecard | Kallang | Malaysia 184 (49)                         | – | Singapur 133 (35.5/39) |
|                       |         | Malaysia gewinnt mit 27 Runs (D/L method) |   |                        |

| 22. Februar Scorecard | Kallang | Argentinien 93 (37.2)                 | – | Cayman Islands 94-0 (22.1) |
|                       |         | Cayman Islands gewinnt mit 10 Wickets |   |                            |

| 22. Februar Scorecard | Kallang | Malaysia 194 (50)           | – | Guernsey 190 (49.2) |
|                       |         | Malaysia gewinnt mit 4 Runs |   |                     |

| 22. Februar Scorecard | Kallang | Singapur 205-8 (50)           | – | Bahrain 103 (29.5) |
|                       |         | Singapur gewinnt mit 102 Runs |   |                    |

| 24. Februar Scorecard | Kallang | Malaysia 195 (50)             | – | Bahrain 196-8 (41) |
|                       |         | Bahrain gewinnt mit 2 Wickets |   |                    |

| 24. Februar Scorecard | Kallang | Cayman Islands 164 (47.5)      | – | Guernsey 167-4 (43.2) |
|                       |         | Guernsey gewinnt mit 6 Wickets |   |                       |

| 24. Februar Scorecard | Kallang | Singapur 239-8 (50)           | – | Argentinien 93 (30.5) |
|                       |         | Singapur gewinnt mit 146 Runs |   |                       |

## Platzierungsspiele

### Spiel um Platz 5
| 25. Februar Scorecard | Kallang | Argentinien 139 (43.3)        | – | Bahrain 141-5 (20.4) |
|                       |         | Bahrain gewinnt mit 5 Wickets |   |                      |

### Spiel um Platz 3
| 25. Februar Scorecard | Kallang | Guernsey 186 (47.2)        | – | Cayman Islands 185 (35.1) |
|                       |         | Guernsey gewinnt mit 1 Run |   |                           |

### Finale
| 25. Februar Scorecard | Kallang | Malaysia 159 (47)              | – | Singapur 164-1 (26.4) |
|                       |         | Singapur gewinnt mit 9 Wickets |   |                       |

## Abschlusstabelle
| Pos | Team           | Anmerkung                                                |
| --- | -------------- | -------------------------------------------------------- |
| 1   | Singapur       | Aufstieg zur ICC World Cricket League Division Four 2012 |
| 2   | Malaysia       | Aufstieg zur ICC World Cricket League Division Four 2012 |
| 3   | Guernsey       | Verbleib in ICC World Cricket League Division Five 2014  |
| 4   | Cayman Islands | Verbleib in ICC World Cricket League Division Five 2014  |
| 5   | Bahrain        | Abstieg zur ICC World Cricket League Division Six 2013   |
| 6   | Argentinien    | Abstieg zur ICC World Cricket League Division Six 2013   |